# Barnadesieae
Barnadesioideae — подсемейство цветковых растений семейства Астровые (Asteraceae), включает одну трибу Barnadesieae.
Растения встречаются в Южной Америке, преимущественно в Андах.
Подсемейство включает 94 вида в 9 родах:
- Arnaldoa Cabrera
- Barnadesia Mutis ex L.f.
- Chuquiraga Juss.
- Dasyphyllum Kunth
- Doniophyton Wedd.
- Duseniella K.Schum.
- Fulcaldea Poir.
- Huarpea Cabrera
- Schlechtendalia Less.